# Nae Caranfil
Nae Caranfil [ˈna.e karanˈfil], né le 7 septembre 1960 à Bucarest, est un réalisateur, scénariste et acteur roumain. 

## Biographie
Nicolae Caranfil, dit « Nae Caranfil », est diplômé en 1984 de l'Institut national d'art théâtral et cinématographique, section réalisation de films. Entre 1984 et 1985, il est assistant réalisateur au Studiourile Cinematografice Buftea, puis il se consacre au théâtre et met en scène plusieurs spectacles à Bucarest et à Piatra Neamț. En 1988, il quitte la Roumanie et s'installe à Bruxelles, où il participe au Laboratoire des scénaristes européens. Il y écrit Restul e tăcere (ro), un scénario primé à Paris en 1995 et à Los Angeles en 1999. En 2005, le projet remporte le concours organisé par le Centre national de la cinématographie et le tournage commence en 2006. En 1990, il retourne en Roumanie en tant que rédacteur en chef de l'hebdomadaire Cațavencu, mais publie également plusieurs articles dans la presse locale. Il s'installe à Paris en 1991, où il obtient une bourse du Centre national du cinéma français pour la coproduction franco-roumaine Les Dimanches de permission, dont l'avant-première mondiale a lieu au Festival de Cannes 1993. Le film a été primé au festival du film de Bratislava la même année, aux festivals du film de La Baule et de Montpellier en 1994, et à l'ACIN en 1993.
Il est le fils du célèbre critique de cinéma Tudor Caranfil (ro). Il a été marié à Mara Nicolescu (ro) entre 2001 et 2008.

## Filmographie

### Réalisateur
- 1983 : Frumos e în septembrie la Veneția (ro) (court métrage)
- 1993 : Les Dimanches de permission (E pericoloso sporgersi)
- 1996 : Asphalt Tango (Asfalt Tango)
- 1998 : Dolce far niente
- 2001 : Philanthropique (ro) (Filantropica)
- 2008 : Restul e tăcere (ro)
- 2013 : Closer to the Moon (ro) (Mai aproape de lună)
- 2016 : 6,9 sur l'échelle de Richter (ro) (6,9 pe scara Richter)